# Sagrada Família (Río Grande del Sur)
Sagrada Família es un municipio brasileño del estado de Rio Grande do Sul.
Se encuentra ubicado a una latitud de 27º42'25" Sur y una longitud de 53º08'08" Oeste, estando a una altitud de 395 metros sobre el nivel del mar. Su población estimada para el año 2004 era de 2.552 habitantes.
Ocupa una superficie de 77,4,2 km².
- Datos: Q2007720
- Multimedia: Sagrada Família (Rio Grande do Sul) / Q2007720